# Ԍ
Ԍ, ԍ – litera rozszerzonej cyrylicy, wykorzystywana w alfabecie Mołodcowa służącym do zapisu języka komi w latach 1920–1929 oraz 1936–1939. Litera ta służyła do oznaczania dźwięku [ɕ].

## Kodowanie
| Znak                   | Ԍ                                | Ԍ                                | ԍ                              | ԍ                              |
| ---------------------- | -------------------------------- | -------------------------------- | ------------------------------ | ------------------------------ |
| Nazwa w Unikodzie      | cyrillic capital letter komi sje | cyrillic capital letter komi sje | cyrillic small letter komi sje | cyrillic small letter komi sje |
| Kodowanie              | dziesiątkowo                     | szesnastkowo                     | dziesiątkowo                   | szesnastkowo                   |
| Unicode                | 1292                             | U+050C                           | 1293                           | U+050D                         |
| UTF-8                  | 212 140                          | d4 8c                            | 212 141                        | d4 8d                          |
| Odwołania znakowe SGML | &#1292;                          | &#x050C;                         | &#1293;                        | &#x050D;                       |